# Simon Kiprop Koech
Simon Kiprop Koech (* 10. Juni 2003 in Bureti, Buret District) ist ein kenianischer Leichtathlet, der vor allem im Hindernislauf an den Start geht.

## Leben
Simon Kiprop Koech stammt aus einem Dorf im südwestlich in Kenia gelegenen Kericho County. Er musste die Schule abbrechen, nachdem die Familie die Gebühren nicht länger zahlen konnte. Daraufhin fing er mit der Leichtathletik an, inspiriert von seinem Landsmann und Vierfach-Weltmeister im Hindernislauf, Ezekiel Kemboi. Heute trainiert Koech im Süden Kenias gelegenen Bomet County.

## Sportliche Laufbahn
Koech bestritt 2021 seine ersten Wettkämpfe im Hindernislauf. Anfang Juli lief er bei den kenianischen Ausscheidungswettkämpfen für die U20-Weltmeisterschaften in Nairobi in 8:18,43 min zum Sieg und sicherte sich damit die Teilnahme an der WM in seinem Heimatland. Dort ging er im August an den Start und erreichte als Sieger seines Vorlaufes das Finale. Darin konnte er mit einer Zeit von 8:34,79 min die Bronzemedaille gewinnen. Im September belegte er beim Adizero Road to Records 5-km-Lauf in Herzogenaurach den zwölften Platz. 2022 bestritt er keinen Wettkampf. 2023 siegte Koech Ende Mai bei den Meisterschaften der Kenya Defence Forces. Ende Juli gewann er in 8:26,00 min den Titel bei den nationalen Meisterschaften. Anfang Juli siegte er bei den kenianischen Ausscheidungswettkämpfen für die Leichtathletik-Weltmeisterschaften im August in Budapest, wenngleich er noch nicht die Qualifikationsnorm gelaufen war. Ende Juli gewann Koech mit neuer Bestzeit von 8:04,19 min beim Diamond-League-Meeting in Monaco und unterbot damit auch klar die Qualifikationsnorm für die Weltmeisterschaften. Im August trat er dann bei den Weltmeisterschaften an. Als Dritter seines Vorlaufes konnte er in das Finale einziehen. Dort kam er anschließend mit einer Zeit von 8:14,37 min als Siebter ins Ziel. 2024 belegte Koech bei den kenianischen Ausscheidungswettkämpfen für die Afrikaspiele in Ghana den zweiten Platz im Hindernislauf. Zwei Wochen später trat er bei den Spielen in Accra an und konnte die Bronzemedaille gewinnen.
2023 wurde Koech kenianischer Meister im 3000-Meter-Hindernislauf.

## Wichtige Wettbewerbe
| Jahr              | Veranstaltung           | Ort               | Platz             | Disziplin         | Zeit              |
| Startet für Kenia | Startet für Kenia       | Startet für Kenia | Startet für Kenia | Startet für Kenia | Startet für Kenia |
| ----------------- | ----------------------- | ----------------- | ----------------- | ----------------- | ----------------- |
| 2021              | U20-Weltmeisterschaften | Nairobi           | 3.                | 3000 m Hindernis  | 8:34,79 min       |
| 2023              | Weltmeisterschaften     | Budapest          | 7.                | 3000 m Hindernis  | 8:14,37 min       |
| 2024              | Afrikaspiele            | Accra             | 3.                | 3000 m Hindernis  | 8:26,19 min       |

## Persönliche Bestleistungen
Freiluft
- 3000 Meter Hindernis: 8:04,19 min, 21. Juli 2023, Monaco

Straße
- 5-km-Lauf: 13:56 min, 12. September 2021, Herzogenaurach